# Olpiolum crassum
Espèce
 Olpiolum crassum est une espèce de pseudoscorpions de la famille des Olpiidae.

## Distribution
Cette espèce est endémique de la région d'Ayacucho au Pérou. Elle se rencontre vers le río Pampas.

## Publication originale
- Beier, 1959 : Zur Kenntnis der Pseudoscorpioniden-Fauna des Andengebietes. Beiträge zur Neotropischen Fauna, vol. 1, p. 185-228.